# 前田雅文
前田 雅文（まえだ まさふみ、1983年1月25日 - ）は、滋賀県野洲市出身の元サッカー選手、サッカー指導者。愛称は前さん、前ちゃん。現役時代のポジションはミッドフィールダー、フォワード。

## 来歴

### 選手として
地元のセゾンFC、野洲高校（同期に田中大輔らがいる）を経て、2001年に関西大学に進学。在籍時の2003年には、特別指定選手として名古屋グランパスエイトへ選手登録され、公式戦出場はなかったがサテライトリーグに出場した。また同年8月にはユニバーシアード・大邱大会の日本代表メンバーに選出され、中盤のポジションで活躍し、日本の大会連覇に貢献した。
大学を卒業した2005年にJ1・ガンバ大阪に加入。初めてベンチ入りした第7節・FC東京戦にて途中出場で公式戦デビューを果たす。5月8日の第10節・名古屋戦でリーグ初ゴールを決めた。これがJ1リーグ通算10000ゴール目のメモリアルゴールであり、前田は一躍注目された。しかし、6月8日の練習中に右膝前十字靭帯を断裂してしまい、残りのシーズンはすべてリハビリに費やした。2006年J1第3節の大分トリニータ戦で復帰後初出場。2006年シーズンは先発出場14試合 を含め27試合に出場、FWや2列目だけではなくウイングバック、また自身のサッカー人生でもほぼ経験がなかったというサイドバックとしても起用された。しかし2007年は5試合の出場にとどまり、ベンチからも外れることが増えた。
2008年は出場機会を求めてJ2のヴァンフォーレ甲府に期限付き移籍で加入し、リーグ戦16試合に出場した。翌2009年もレンタル期間を1年間延長 して甲府でプレーしたが、前年10月に右膝前十字靱帯を再び痛めた影響などもあり、このシーズンの公式戦の出場機会はなかった。甲府への期限付き移籍期間終了と同時にG大阪との契約も満了した。
2010年、G大阪からザスパ草津へ完全移籍で加入。草津には2シーズン在籍してリーグ戦16試合に出場。2011年11月17日、契約満了がクラブから発表された。2012年3月23日、現役引退と大阪学院大学サッカー部コーチ就任がクラブから発表された。

### 指導者として
引退後の2012年に大阪学院大学サッカー部のコーチに就任した。島岡健太の後任として、2016年に母校である関西大学体育会サッカー部の監督に就任した。

## 所属クラブ
ユース経歴
- 1995年 - 1996年 野洲市立野洲中学校
- 1996年 - 1997年 セゾンFC
- 1998年 - 2000年 滋賀県立野洲高等学校
- 2001年 - 2004年 関西大学
  - 2003年 名古屋グランパスエイト (特別指定選手として登録)[7]

プロ経歴
- 2005年 - 2009年 ガンバ大阪
  - 2008年 - 2009年 ヴァンフォーレ甲府 (レンタル移籍)
- 2010年 - 2011年 ザスパ草津

## 個人成績
| 国内大会個人成績 | 国内大会個人成績 | 国内大会個人成績 | 国内大会個人成績 | 国内大会個人成績 | 国内大会個人成績 | 国内大会個人成績 | 国内大会個人成績 | 国内大会個人成績 | 国内大会個人成績 | 国内大会個人成績 | 国内大会個人成績 |
| 年度             | クラブ           | 背番号           | リーグ           | リーグ戦         | リーグ戦         | リーグ杯         | リーグ杯         | オープン杯       | オープン杯       | 期間通算         | 期間通算         |
| 年度             | クラブ           | 背番号           | リーグ           | 出場             | 得点             | 出場             | 得点             | 出場             | 得点             | 出場             | 得点             |
| 日本             | 日本             | 日本             | 日本             | リーグ戦         | リーグ戦         | リーグ杯         | リーグ杯         | 天皇杯           | 天皇杯           | 期間通算         | 期間通算         |
| ---------------- | ---------------- | ---------------- | ---------------- | ---------------- | ---------------- | ---------------- | ---------------- | ---------------- | ---------------- | ---------------- | ---------------- |
| 2005             | G大阪            | 28               | J1               | 6                | 1                | 4                | 1                | 0                | 0                | 10               | 2                |
| 2006             | G大阪            | 16               | J1               | 27               | 2                | 2                | 0                | 3                | 1                | 32               | 3                |
| 2007             | G大阪            | 16               | J1               | 5                | 1                | 5                | 0                | 1                | 0                | 11               | 1                |
| 2008             | 甲府             | 13               | J2               | 16               | 1                | -                | -                | 0                | 0                | 16               | 1                |
| 2009             | 甲府             | 13               | J2               | 0                | 0                | -                | -                | 0                | 0                | 0                | 0                |
| 2010             | 草津             | 15               | J2               | 11               | 0                | -                | -                | 0                | 0                | 11               | 0                |
| 2011             | 草津             | 11               | J2               | 5                | 1                | -                | -                | 0                | 0                | 5                | 1                |
| 通算             | 日本             | 日本             | J1               | 38               | 4                | 11               | 1                | 4                | 1                | 53               | 6                |
| 通算             | 日本             | 日本             | J2               | 32               | 2                | -                | -                | 0                | 0                | 32               | 2                |
| 総通算           | 総通算           | 総通算           | 総通算           | 70               | 6                | 11               | 1                | 4                | 1                | 85               | 8                |

- 2003年は特別指定選手としての公式戦出場はなし

| 国際大会個人成績 | 国際大会個人成績 | 国際大会個人成績 | 国際大会個人成績 | 国際大会個人成績 |
| 年度             | クラブ           | 背番号           | 出場             | 得点             |
| AFC              | AFC              | AFC              | ACL              | ACL              |
| ---------------- | ---------------- | ---------------- | ---------------- | ---------------- |
| 2006             | G大阪            | 16               | 5                | 2                |
| 通算             | AFC              | AFC              | 5                | 2                |

その他の国際公式戦
- 2006年
  - A3チャンピオンズカップ 2試合0得点
- Jリーグ初出場 - 2005年4月23日 J1第7節 vsFC東京（万博記念競技場）
- Jリーグ初得点 - 2005年5月8日 J1第11節 vs名古屋グランパスエイト（万博記念競技場） ※J1通算10,000ゴール

## 代表歴
- ユニバーシアード日本代表
  - 2003年 - ユニバーシアード・大邱大会[2]

## 指導歴
- 2012年2月 - 2016年1月 大阪学院大学：コーチ
- 2016年2月 -   関西大学：監督

## タイトル

### 選手時代
関西大学
- 関西学生サッカーリーグ1部：1回（2001年）

ガンバ大阪
- Jリーグ ディビジョン1：1回（2005年）
- ナビスコカップ：1回（2007年）
- ゼロックススーパーカップ：1回（2007年）

### 監督時代
クラブ
関西大学
- 関西学生サッカー選手権大会：1回（2016年）
- 大阪サッカー選手権大会：3回（2016年、2023年）